# Fiskvandring
Många fiskar vandrar (migrerar) regelbundet. Tidsintervallet kan variera från dagligen till årligen. Avstånden kan variera från några meter till tusentals kilometer. Orsaken till vandringen är vanligen fortplantning, men i en del fall är orsaken till vandringen okänd.

## Typer av fiskvandring
Vandringen klassificeras enligt följande:
- Diadrom – fiskart som vandrar mellan saltvatten och sötvatten. (Grekiska dia betyder "mellan".)
  - Anadrom – fiskart som lever i saltvatten men fortplantar sig i sötvatten. (Grekiska ana betyder "upp".)
    - Exempelvis atlantlax (Salmo salar) som lägger ägg i älvar, som sedan utvecklas till stirr (0–2 år) varefter de genomgår en fysiologisk förändring för att klara av saltvatten och då vandrar ut ur älven som smolt. Post-smolt följer sedan med varma ytliga havsströmmar tills de hamnar på ett ställe där det är gott om föda. De flesta av Bottenvikens laxar hamnar på detta vis nere i södra Östersjön där de växer till sig. Om det är mycket gott om föda (ofta strömming) kan laxen återvända till älven för att fortplanta sig redan efter ett år, och kallas då grills. Oftast återvänder laxarna efter cirka 4 år i havet. Vuxen lax som återvänder till havet efter fortplantning kallas för kelt.

  - Katadrom – fiskart som lever i sötvatten men fortplantar sig i saltvatten, exempelvis europeisk ål. (Grekiska kata betyder "ner".)
  - Amfidrom – fiskart som förflyttar sig mellan söt- och saltvatten någon gång under sin livscykel, men inte för fortplantning. (Grekiska amfi betyder "båda".)
- Potamodrom – fiskart som uteslutande vandrar i sötvatten. (Grekiska potamo betyder "flod".)
- Oceanodrom – fiskart som uteslutande vandrar i saltvatten. (Grekiska okeanos betyder "hav".)